# Pasquale Buba
Pasquale A. „Pat“ Buba (* 16. April 1946; † 12. September 2018) war ein US-amerikanischer Filmeditor. Bekannt wurde er insbesondere durch seine langjährige Zusammenarbeit mit George A. Romero.

## Leben
Pasquale Buba wurde 1946 als zweites Kind von Edward Buba († 1997) und Angeline Buba (gebürtige Gentile; 1921–2017) geboren. Seine Mutter war 1929 mit ihrer Familie aus dem italienischen Tursi in die Vereinigten Staaten immigriert. Buba wuchs in Braddock, Pennsylvania, zusammen mit seinem älteren Bruder Anthony „Tony“ Buba (* 1944) auf.
Buba begann seine Karriere als Sound Engineer und Editor beim Pittsburgher Fernsehsender WQED. Zusammen mit John Harrison und Dusty Nelson gründete er 1973 das kleine Produktionsunternehmen BuDuDa. Das später in The Image Works umbenannte Unternehmen produzierte Werbespots und Imagefilme.
Kurz darauf lernte Buba George A. Romero kennen. Es folgten zwei kurze Auftritte in Filmen Romeros: 1977 als Drogendealer in Martin und 1978 als Biker in Zombie. Bei Romeros nächstem Film Knightriders – Ritter auf heißen Öfen unterstützte Buba den Regisseur, der zuvor jeden seiner Filme allein geschnitten hatte, auch beim Editing des Films. 1985 ließ Romero Buba bei Zombie 2 erstmals allein einen seiner Filme schneiden. Es folgten weitere Zusammenarbeiten bei den Filmen Der Affe im Menschen, dem Episodenfilm Two Evil Eyes und Stephen Kings Stark.
1995 zeichnete Buba gemeinsam mit William Goldenberg, Dov Hoenig und Tom Rolf für den Schnitt von Michael Manns Kriminalfilm Heat, mit Robert De Niro und Al Pacino in den Hauptrollen, verantwortlich. Im Jahr darauf war Buba einer der Filmeditoren bei Pacinos Regiedebüt Looking for Richard. Mit Pacino arbeitete er erneut 2000 für Chinese Coffee, 2011 für Wilde Salomé und 2013 für Salomé zusammen. Letzterer war auch die letzte Produktion, die mit seiner Beteiligung entstand. Sein Schaffen umfasst mehr als 20 Produktionen.
Pasquale Buba war Mitglied der American Cinema Editors.
Er war mit der Aufnahmeleiterin Zilla Clinton Buba verheiratet und lebte in Los Angeles.

## Filmografie (Auswahl)
Schnitt
- 1975: The Winners (Dokumentarserie, 1 Episode)
- 1975: MisteRogers’ Neighborhood (Fernsehserie, 7 Episoden)
- 1980: Effects
- 1981: Knightriders – Ritter auf heißen Öfen (Knightriders)
- 1982: Creepshow (Segment The Lonesome Death of Jordy Verrill)
- 1985: Zombie 2 (Day of the Dead)
- 1988: Der Affe im Menschen (Monkey Shines)
- 1989: Stepfather II
- 1990: Two Evil Eyes (Segment The Black Cat)
- 1990: Geschichten aus der Gruft (Tales from the Crypt, Fernsehserie, 3 Episoden)
- 1993: Stephen Kings Stark (The Dark Half)
- 1993: Tödliche Nähe (Striking Distance)
- 1995: Heat
- 1996: Al Pacino’s Looking for Richard (Looking for Richard, Dokumentarfilm)
- 1997: The Brave
- 1999: Simpatico
- 2000: Die eiskalte Clique (The In Crowd)
- 2000: Chinese Coffee
- 2003: Die Mexico Connection (I Witness)
- 2004: Bobby Jones – Die Golflegende (Bobby Jones: Stroke of Genius)
- 2005: Babbleonia (Dokumentarfilm)
- 2011: Wilde Salomé (Dokumentarfilm)
- 2013: Salomé

Schnittunterstützung
- 1995: Casino
- 2002: Gangs of New York

Schauspieler
- 1977: Martin
- 1978: Zombie (Dawn of the Dead)

Produktion
- 1980: Effects
- 2005: After Effects: Memories of Pittsburgh Filmmaking (Dokumentarfilm)